# Danse avec les loups (roman)
Cet article concerne le roman. Pour le film, voir Danse avec les loups.
Danse avec les loups est un roman de 1988 écrit par Michael Blake. Il a été écrit comme source possible pour un scénario, puis adapté par l'auteur en roman.
Le roman a été adapté au cinéma sous le même nom par Kevin Costner en 1990, bien qu'il y ait de nombreuses différences entre le roman et le film.
Le roman se déroule pendant la guerre de Sécession et le protagoniste du roman, le lieutenant John Dunbar, est un homme blanc qui finit sur la frontière et vient à vivre avec une tribu de Comanches, prenant finalement le nom de « Danse avec les loups ».
Une suite, La Route Sacrée, a été écrite en 2001.